# 宗教团体
宗教团体（或宗教组织），是根据宗教信仰而產生的社会组织。
宗教團體的收入多來自贊助、會員捐款、賣物會、百萬行、公益金等活動。沒有太多信眾支持的宗教團體，可能出現入不敷支，結果破產。一些宗教團體為了廣開財源，可能利用某些宗教教義，或甚至利用非和平手段，強迫信徒捐獻。